# Склероцій

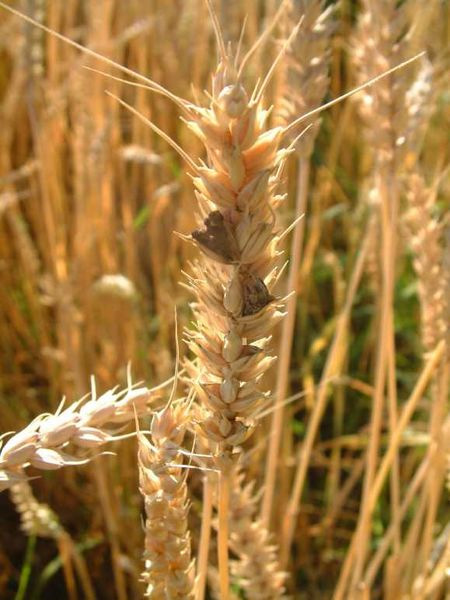
Склероція на колосі пшениці

Склероції (грец. skleros — твердий) — стадія спокою грибів, що утворюється в несприятливих умовах; округле або довгасте тіло, утворене тісним сплетінням гіфів у деяких сумчастих, базидіальних і анаморфних грибів — клавіцепса (ріжків), склеротінії, бразильського трутовика, монілії тощо.
Розміри — зазвичай від часток мм до 2 см, іноді більше (так, у трутовика діаметр склероція досягає 30 см і маса 20 кг). Зовнішня частина склероція складається з товстостінних і темних клітин, внутрішня — з тонкостінних безбарвних клітин. Склероцій бідний водою (5-10%) і багатий на поживні речовини. У сприятливих умовах склероцій проростає, утворюючи плодові тіла (у сумчастих або базидіальних грибів) або грибниці з конідіями (у анаморфних грибів). Життєздатність склероцію може зберігатися кілька років.
Склероції клавіцепса пурпурового (ріжків) містять алкалоїди (ерготоксин, ергомстрін, ерготамін тощо), що використовуються в медицині як кровозатамовувальний (при маткових кровотечах) засіб під час пологів.